# FIBA European Championship 1995/96
Die Saison 1995/96 war die 39. Spielzeit der FIBA European Championship, die von der FIBA Europa veranstaltet und bis 1991 als FIBA Europapokal der Landesmeister bezeichnet wurde. Es war die letzte Saison unter der Bezeichnung FIBA European Championship, ab 1996/97 hieß der Wettbewerb FIBA Euroleague.
Den Titel gewann zum ersten Mal Panathinaikos Athen aus Griechenland.

## Format

### Teilnehmer
Es nahmen 42 Mannschaften am Wettbewerb teil, darunter der Titelverteidiger aus dem Vorjahr und die Meister sämtlicher nationalen Ligen.
Ligen, die Vertreter im letztjährigen Final Four hatten, durften bis zu drei Mannschaften teilnehmen lassen.

### Modus
- Erste und zweite Runde:
  - Die Sieger der Spielpaarungen der ersten und der zweiten Runde wurden in Hin- und Rückspiel ermittelt. Entscheidend war das gesamte Korbverhältnis beider Spiele. Die Sieger der zweiten Runde erreichten die Gruppenphase, in der 16 Mannschaften um den Einzug ins Viertelfinale kämpften. Direkt für die Gruppenphase qualifiziert war der Titelverteidiger sowie die Meister aus Italien, Jugoslawien und Spanien.
- Gruppenphase, Viertelfinale und Final Four
  - Es wurden zwei Gruppen mit je acht Mannschaften gebildet. Das Format war ein Rundenturnier, jeder spielte zweimal gegen jeden, sodass ein jedes Team 14 Spiele absolvierte. Die jeweils vier Besten jeder Gruppe erreichten das Viertelfinale. Das Viertelfinale wurde im „Best-of-Three“ ausgetragen. Dabei trafen die Gruppenersten auf die Gruppenvierten und die Gruppenzweiten auf die Gruppendritten der jeweils anderen Gruppe. Das erste Spiel fand in der Halle des jeweils schlechter Platzierten statt, dass zweite und falls nötig dritte Spiel in der Halle des Besserplatzierten. Die vier Sieger erreichten das Final Four, aus welchem der Sieger des Wettbewerbs hervorging.

## 1. Runde
- Hinspiele: 7. September 1995
- Rückspiele: 14. September 1995

|                        | Gesamt  |                       | Hinspiel | Rückspiel |
| ---------------------- | ------- | --------------------- | -------- | --------- |
| BK Dinamo Tiflis       | 139:178 | Žalgiris Kaunas       | 70:78    | 69:100    |
| Stavex Brünn           | 175:186 | Fidefinanz Bellinzona | 106:93   | 69:93     |
| KK Kalev               | 174:138 | Honvéd Budapest       | 78:57    | 96:81     |
| Dinamo Tirana          | 130:156 | Forest Sibiu          | 63:87    | 67:69     |
| SKN St. Pölten         | 131:153 | APOEL Nikosia         | 60:67    | 71:86     |
| KK Čelik               | 136:142 | Baník Cígeľ Prievidza | 68:71    | 68:71     |
| Sunair Ostende         | 156:125 | Alviks BK             | 79:61    | 77:64     |
| BBC Résidence          | 161:184 | Sheffield Sharks      | 79:99    | 82:85     |
| Kouvolan Kouvot        | 173:185 | Hapoel Galil Elyon    | 92:82    | 81:103    |
| KK Rabotnički Skopje   | 134:147 | BK Budiwelnyk Kiew    | 65:64    | 69:83     |
| Mazowzanka Pruszków    | 147:167 | KK Zrinjevac          | 79:74    | 68:93     |
| BK Spartak Plewen      | 178:185 | KK Partizan Belgrad   | 83:93    | 95:92     |
| Rene Coltof Den Helder | 139:182 | EB Pau-Orthez         | 72:94    | 57:88     |

## Achtelfinale
- Hinspiele: 28. September 1995
- Rückspiele: 5. Oktober 1995

|                       | Gesamt  |                        | Hinspiel | Rückspiel |
| --------------------- | ------- | ---------------------- | -------- | --------- |
| Žalgiris Kaunas       | 122:145 | Panathinaikos Athen    | 56:59    | 66:86     |
| Fidefinanz Bellinzona | 162:223 | ZSKA Moskau            | 88:107   | 74:116    |
| KK Kalev              | 148:172 | Buckler Beer Bologna   | 65:81    | 83:91     |
| Forest Sibi           | 139:221 | Maccabi Elite Tel Aviv | 74:99    | 65:122    |
| APOEL Nikosia         | 116:139 | KK Cibona Zagreb       | 70:82    | 46:57     |
| Baník Cígeľ Prievidza | 162:184 | Benetton Treviso       | 87:91    | 75:93     |
| Sunair Ostende        | 149:155 | Ülker GSK              | 74:69    | 75:86     |
| Sheffield Sharks      | 132:145 | Real Madrid            | 57:67    | 75:78     |
| Hapoel Galil Elyon    | 137:176 | Iraklis Aspis Pronoia  | 83:91    | 54:76     |
| BK Budiwelnyk Kiew    | 161:179 | Bayer 04 Leverkusen    | 98:77    | 63:102    |
| KK Zrinjevac          | 136:165 | Unicaja Málaga         | 70:85    | 66:80     |
| KK Partizan Belgrad   | 159:176 | Benfica Lissabon       | 64:64    | 95:112    |
| EB Pau-Orthez         | 193:146 | Smelt Olimpija         | 96:71    | 97:75     |

## Gruppenphase
Bei Punktgleichheit zweier oder dreier Teams entschied nicht das Korbverhältnis, sondern der direkte Vergleich untereinander.
| - 1. Spieltag: 26. Oktober 1995 - 2. Spieltag: 2. November 1995 - 3. Spieltag: 23. November 1995 - 4. Spieltag: 30. November 1995 - 5. Spieltag: 7. Dezember 1995 - 6. Spieltag: 14. Dezember 1995 - 7. Spieltag: 21. Dezember 1996 | - 8. Spieltag: 4. Januar 1996 - 9. Spieltag: 11. Januar 1996 - 10. Spieltag: 18. Januar 1996 - 11. Spieltag: 25. Januar 1996 - 12. Spieltag: 1. Februar 1996 - 13. Spieltag: 8. Februar 1996 - 14. Spieltag: 15. Februar 1996 |

### Gruppe A
| Team                     | Sp | S  | N  | P+   | P-   |
| ------------------------ | -- | -- | -- | ---- | ---- |
| 1. ZSKA Moskau           | 14 | 10 | 4  | 1162 | 1081 |
| 2. Benetton Treviso      | 14 | 10 | 4  | 1157 | 1096 |
| 3. Olympiakos Piräus     | 14 | 10 | 4  | 1132 | 1046 |
| 4. Ülker GSK             | 14 | 6  | 8  | 1078 | 1104 |
| 5. Unicaja Málaga        | 14 | 6  | 8  | 1104 | 1081 |
| 6. Olympique d’Antibes   | 14 | 6  | 8  | 1108 | 1169 |
| 7. Bayer 04 Leverkusen   | 14 | 5  | 9  | 1067 | 1112 |
| 8. Iraklis Aspis Pronoia | 14 | 3  | 11 | 945  | 1064 |

|            | Moskau | Treviso     | Piräus      | Ülker       | Málaga      | Antibes | Leverkusen  | Aspis |
| ---------- | ------ | ----------- | ----------- | ----------- | ----------- | ------- | ----------- | ----- |
| Moskau     | *      | 84:70       | 96:91       | 80:71       | 81:67       | 91:69   | 93:74       | 82:66 |
| Treviso    | 121:97 | *           | 83:77       | 92:73       | 85:78       | 95:84   | 90:87 n. V. | 73:68 |
| Piräus     | 72:78  | 83:72       | *           | 92:76       | 82:59       | 98:83   | 73:69       | 76:62 |
| Ülker      | 71:81  | 87:83       | 60:72       | *           | 94:86       | 94:71   | 82:66       | 74:72 |
| Málaga     | 81:70  | 70:72 n. V. | 76:77 n. V. | 82:73 n. V. | *           | 92:79   | 80:74       | 89:52 |
| Antibes    | 72:68  | 73:65       | 97:89       | 86:79       | 82:81       | *       | 81:82       | 86:65 |
| Leverkusen | 85:93  | 60:77       | 72:81 n. V. | 76:70       | 89:94 n. V. | 79:74   | *           | 73:52 |
| Aspis      | 71:68  | 75:79       | 63:69       | 65:74       | 71:67       | 91:71   | 72:81       | *     |

### Gruppe B
| Team                      | Sp | S  | N  | P+   | P-   |
| ------------------------- | -- | -- | -- | ---- | ---- |
| 1. FC Barcelona           | 14 | 10 | 4  | 1145 | 1077 |
| 2. Real Madrid            | 14 | 9  | 5  | 1108 | 1079 |
| 3. Panathinaikos Athen    | 14 | 9  | 5  | 1035 | 1007 |
| 4. EB Pau-Orthez          | 14 | 8  | 6  | 1127 | 1092 |
| 5. Buckler Beer Bologna   | 14 | 6  | 8  | 1181 | 1149 |
| 6. Maccabi Elite Tel Aviv | 14 | 6  | 8  | 1105 | 1143 |
| 7. KK Cibona Zagreb       | 14 | 6  | 8  | 1011 | 1052 |
| 8. Benfica Lissabon       | 14 | 2  | 12 | 1046 | 1159 |

|           | Barcelona | Madrid | Athen | Orthez       | Bologna     | Tel Aviv | Zagreb | Lissabon |
| --------- | --------- | ------ | ----- | ------------ | ----------- | -------- | ------ | -------- |
| Barcelona | *         | 88:80  | 63:57 | 87:61        | 89:88       | 84:80    | 76:66  | 106:94   |
| Madrid    | 82:94     | *      | 80:73 | 76:64        | 76:71       | 91:74    | 81:78  | 86:81    |
| Athen     | 74:95     | 54:52  | *     | 67:69        | 72:69       | 67:72    | 79:61  | 67:51    |
| Orthez    | 82:70     | 94:75  | 79:87 | *            | 74:69 n. V. | 90:66    | 80:62  | 76:61    |
| Bologna   | 90:73     | 96:115 | 69:72 | 99:102 n. V. | *           | 95:77    | 95:73  | 97:81    |
| Tel Aviv  | 94:85     | 75:77  | 79:86 | 91:88 n. V.  | 83:86       | *        | 78:75  | 74:66    |
| Zagreb    | 74:59     | 64:59  | 82:93 | 83:78        | 79:72       | 71:78    | *      | 64:59    |
| Lissabon  | 55:76     | 73:78  | 96:87 | 99:90        | 83:85       | 82:94    | 90:73  | *        |

## Viertelfinale
- 1. Spiel: 7. März 1996
- 2. Spiel: 12. März 1996
- 3. Spiel: 14. März 1996

|                                        | Serie | 1      | 2      | 3     |
| -------------------------------------- | ----- | ------ | ------ | ----- |
| EB Pau-Orthez – ZSKA Moskau            | 1:2   | 78:65  | 89:104 | 74:83 |
| Panathinaikos Athen – Benetton Treviso | 2:1   | 70:67  | 69:83  | 65:64 |
| Ülker GSK – FC Barcelona               | 0:2   | 77:105 | 66:96  | —     |
| Olympiakos Piräus – Real Madrid        | 1:2   | 68:49  | 77:80  | 65:80 |

## Final Four

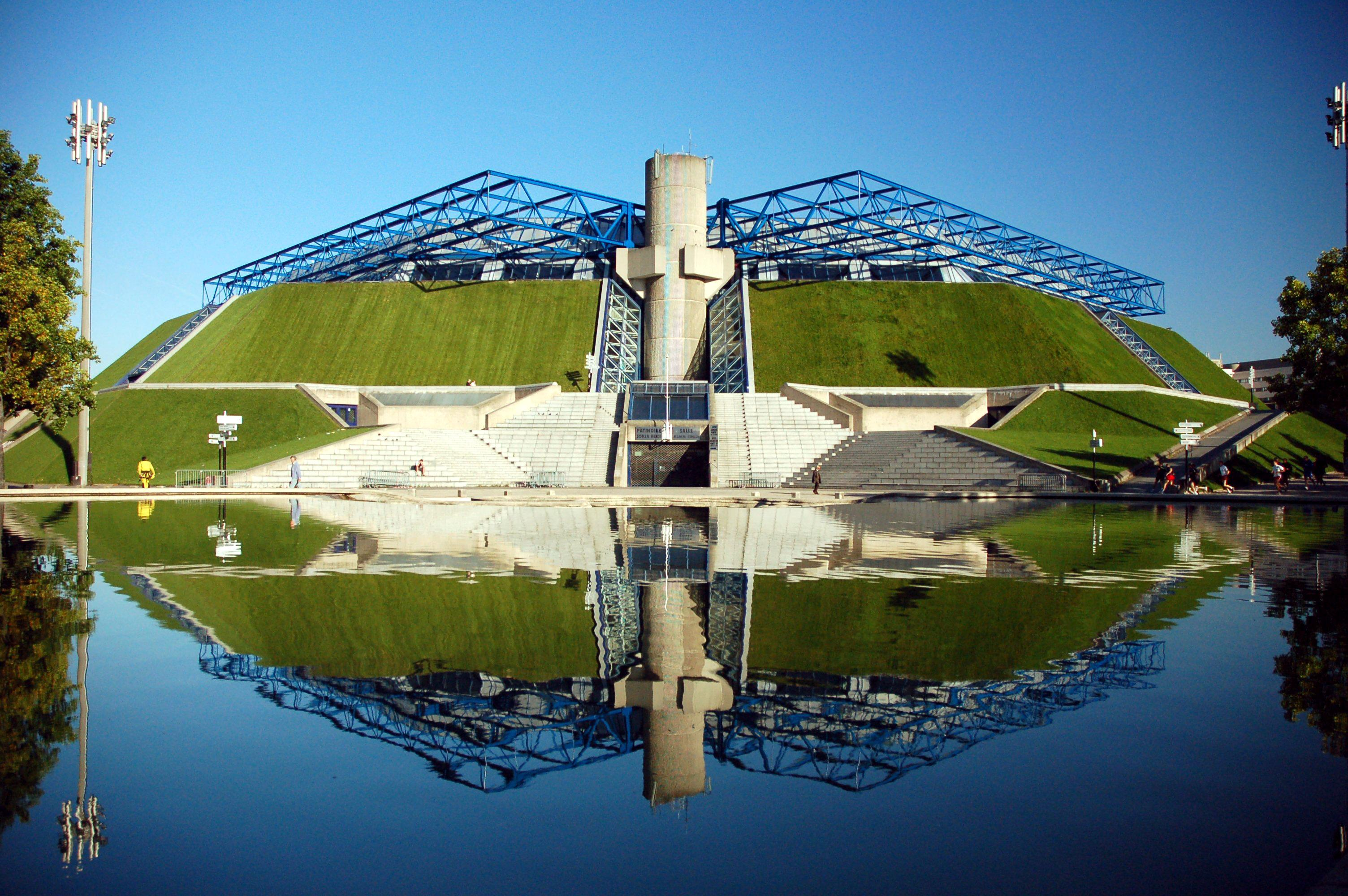
Palais Omnisports de Paris-Bercy

Das Final Four fand vom 9. bis 11. April 1996 im Palais Omnisports de Paris-Bercy in Paris, Frankreich, statt.

### Halbfinale
Die Halbfinalspiele fanden am 9. April 1996 statt.
|              | Ergebnis |                     |
| ------------ | -------- | ------------------- |
| ZSKA Moskau  | 71:81    | Panathinaikos Athen |
| FC Barcelona | 76:66    | Real Madrid         |

### Spiel um Platz 3
Das Spiel um Platz 3 fand am 11. April 1996 statt.
|             | Ergebnis |             |
| ----------- | -------- | ----------- |
| ZSKA Moskau | 74:73    | Real Madrid |

### Finale
| Paarung             | Panathinaikos Athen – FC Barcelona |
| Ergebnis            | 67:66 |
| Datum               | 11. April 1996 |
| Halle               | Palais Omnisports de Paris-Bercy, Paris |
| Zuschauer           | 12.500 |
| Panathinaikos Athen | Panagiotis Giannakis 9 Punkte, Fragiskos Alvertis 17, Dominique Wilkins 16, Nikos Ikonomou 10, Stojko Vranković, Evangelos Vourtzoumis 2, John Korfas 4, Tzanis Stavrakopoulos 9 Trainer: Božidar Maljković |
| FC Barcelona        | José Luis Galilea 10, Xavi Fernández 15, Artūras Karnišovas 23, Andrés Jiménez 9, Dan Godfread 9, José Antonio Montero, Salva Díez, Manel Bosch, Ferran Martínez Trainer: Aíto García Reneses               |

- Das Finale zwischen Panathinaikos und Barcelona gehört aufgrund der letzten Sekunden zu den kontroversesten der Wettbewerbsgeschichte: Mit einem Punkt in Führung liegend und beim Versuch die Uhr runterzuspielen unterlief den Griechen ein Turnover, woraufhin die Zeitnehmer die Uhr für mehrere Sekunden bei 4,9 Sekunden anhielten, während das Spiel weiterlief und Jose Montero für Barcelona zum Korbleger ansetzte, der aber von Stojko Vranković geblockt wurde. Der Ball war beim Block aber bereits im Sinkflug und entsprechend hätte durch die Goaltending-Regel der Korb zählen müssen. Der anschließende Rebound ging an Barcelona und die Uhr lief erst jetzt weiter. Ohne den Fehler der Zeitnehmer wäre die Spielzeit inzwischen längst vorbei gewesen. Die Katalanen kamen allerdings zu keinem Wurf mehr und Panathinaikos gewann.

### Auszeichnungen

#### Alphonso Ford Top Scorer Trophy (Topscorer Saison)
- Joe Arlauckas (Real Madrid)

#### Final FourMVP
- Dominique Wilkins (Panathinaikos Athen)

#### Topscorer des Endspiels
- Artūras Karnišovas (FC Barcelona): 23 Punkte

#### All-Final Four Team
- Wassili Karassjow (ZSKA Moskau)
- Fragiskos Alvertis (Panathinaikos Athen)
- Artūras Karnišovas (FC Barcelona)
- Dominique Wilkins (Panathinaikos Athen)
- Stojko Vranković (Panathinaikos Athen)